# 内蒙古自治区五原强制隔离戒毒所
内蒙古自治区五原强制隔离戒毒所是位于内蒙古自治区巴彦淖尔市五原县、隶属于内蒙古自治区司法厅戒毒管理局的一个强制隔离戒毒所，为正处级、财政全额拨款单位。所在区域以五原强制隔离戒毒所之名列为五原县下辖的一个类似乡级单位。
戒毒所的前身可追溯至东土城新生农场。1984年4月，内蒙古自治区司法厅将东土城新生农场改建为东土城劳教所，呼和浩特市小黑河女子监狱的女劳教人员全部调往东土城劳教所。1985年8月，撤销呼和浩特市二道河劳教队，劳教人员同样调往东土城劳教所。1985年至1988年间，随内蒙古自治区劳教系统调整，劳教人员又有转移。1995年5月，东土城劳教所的女劳教人员移送帅家营女子劳教所（后改名为呼和浩特女子劳教所）。1997年，东土城劳教所更名为五原劳教所。
2018年之前，劳教所已改名为五原强制隔离戒毒所。时，戒毒管理局决定，以修旧如旧原则，将东土城劳教所旧址改建为内蒙古劳教历史博物馆。
戒毒管理局2018年部门预算公开报告中，五原强制隔离戒毒所核定行政编制153人，实有在职人数137人，离休人员2人，退休人员46人。

## 行政区划
五原强制隔离戒毒所下辖以下村级行政区划单位：
一分场村、二分场村和三分场村。